# Друга битка код Донголе
Друга битка код Донголе или опсада Донголе била је војни сукоб између раних арапских снага Рашидунског калифата и нубијско-хришћанских снага краљевства Макурије 652. године. Битка је окончала муслиманску експанзију у Нубији, успостављајући трговину и историјски мир између муслиманског света и православне хришћанске нације. Као резултат тога, Макурија је успела да прерасте у регионалну силу која ће доминирати Нубијом током наредних 500 година.

## Позадина
Односи између краљевства Макурије и Рашидунског Египта су се покварили 642. године након прве битке код Донголе. Након што су претрпели пораз, Арапи су се повукли из Нубије и до 645. је потрајала  нека врста  мира. Према арапско-египатском историчару Ел Макризију из 14. века, краљевина Макурија је учинила нешто чиме је прекршила примирје. Тада је Абдулах ибн Сад, наследник првог гувернера арапског Египта, извршио инвазију на Макурију у покушају да привуче Макуријце на своју страну. У то време, северна и централна Нубија биле су уједињене под макурским краљем Калидурутом.
Археолошка открића показала су да је Донгола био добро утврђен град у седмом веку. Град је имао  зидове висине најмање 6 метара (20 стопа) и ширине 4 метра (13 стопа) у подножју са кулама. Ове зидине су биле грађене од цигли од блата у малтеру и обложене каменом. Куле са округлим углом биле су широке 6 метара и истурене 8 метара (26 стопа) од зида. На северном зиду биле су још две куле. Куле су, међутим, можда биле додате накнадно, а вероватно и као одговор на опсаду 652. године.

## Битка
Абдулах је 651. кренуо са снагама од 5.000 људи на престоницу Макура Донголу. Био је опремљен тешком коњицом и катапултом (мањаник), вероватно вучним требушетом, који према Ел Макризију Макуријанци никада раније нису видели. Затим је опсео град, довевши тиме своју коњицу у несигуран положај јер је била принуђена да јуриша на град утвеђен зидинама који су бранили злогласни нубијски стрелци. 1.	Током опсаде градска саборна цркве је оштећена ватром из катапулта. (Оштећена црква откривена је изван остатака градских зидина из средине 7. века.)
Опсада се завршила жестоком битком. Абдулахове снаге су претрпеле велике губитке а Калидурут није затражио мир. На крају је Абдулах  прекинуо опсаду и склопио пакт (бакт). Према египатском историчару из 9. века Ибн  Абд ел Хакаму, то је било зато што "није био у стању да их победи". Шиитски историчар из 10. века Ахмад ел Куфи, који није имао симпатија према снагама калифа, имао је још јаче мишљење: „Муслимани никада [пре] нису претрпели губитак као онај који су имали у Нубији. Арапски песник је описујући битку написао:
- „Моје очи никада нису виделе ни једну борбу као ону код Дамкула [Донгола],

Са галопирајућим коњима натовареним плаштовима (оклопима)“.
У вековима који су уследили, међутим, муслимански историчари су опсаду и другу битку код Донголе претворили у победу. Према Ел Макризију Калидурут је рекао да је изашао из града покорно тражећи мир. Може бити да ова верзија догађаја потиче од спајања догађаја из 652. са сукобом из 13. века између Нубије и Мамелука.

## Последице
Детаљи друге битке код Донголе су оскудни, али знамо да су снаге калифата претрпеле довољно жртава покушавајући да заузму  — града Донголу — што на крају више није било могуће. Уговорено примирје познато као [[Бакт]] договорено је са обе стране и трајало је шест векова. Овај уговор успоставио је трговинске односе између муслиманског Египта и православние хришћанске Нубије. То је подразумевало размену пшенице, јечма, вина, коња и платна из Египта за 360 робова годишње из Нубије.
Бакт је био без преседана у раној историји ислама. Такође новост у парадигми муслиманско-немуслиманских односа био је статус Нубије као земље слободне од освајања. Традиционално, Нубија је била изузетак. То је била хришћанска област у којој су њени владари пословали са муслиманским владарима под једнаким условима све до 12. века када је моћ Нубије почела да јењава. Као резултат битке и бакта, хришћанска Нубија је имала простора да цвета наредних 600 година.